# Chiesa di Santa Maria (Market Lavington)
La chiesa di Santa Maria (in inglese St Mary's church), è la parrocchiale anglicana che si trova a Market Lavington, villaggio e parrocchia civile della contea del Wiltshire nel Sud Ovest dell'Inghilterra, Regno Unito. Il luogo di culto risale al XIII secolo o forse al secolo precedente, rientra nella diocesi di Salisbury ed è considerato un monumento di prima categoria per il suo particolare interesse storico e architettonico.

## Storia

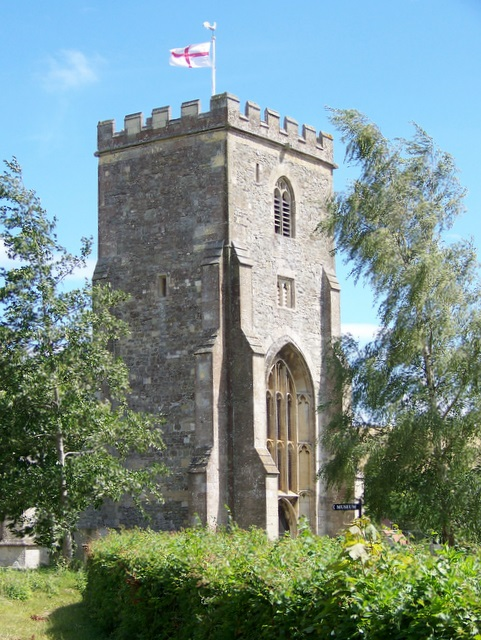
Torre campanaria

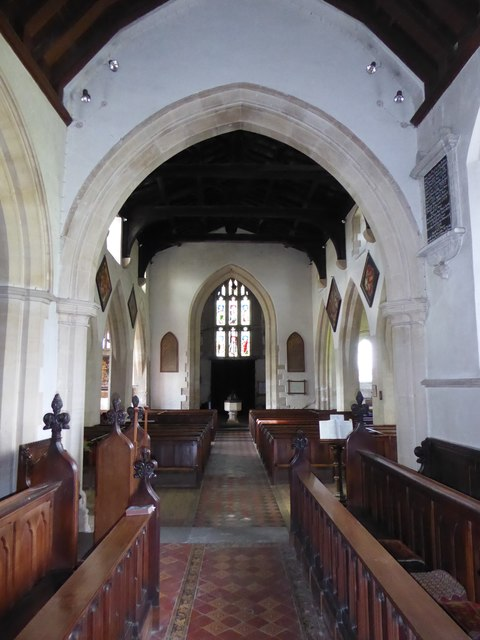
Interno della sala

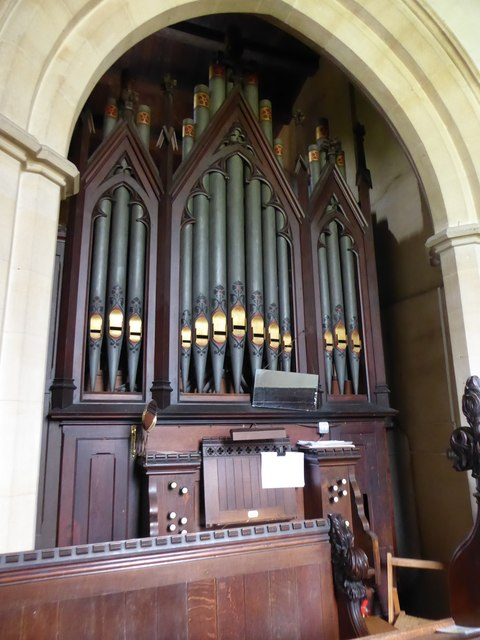
Organo a canne

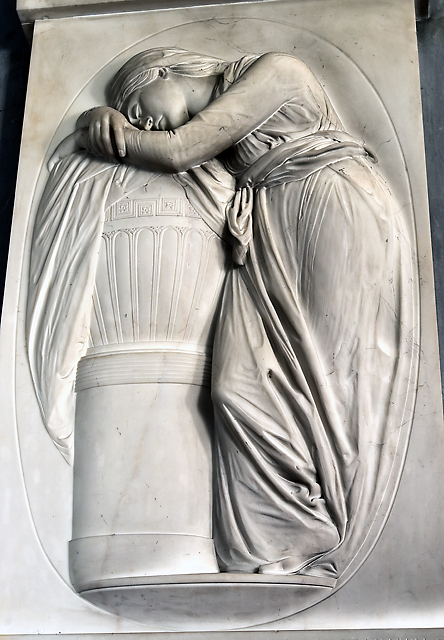
Monumento funebre a Thomas Sainsbury

Fino al 1874 i fedeli di East Lavington e Easterton andavano alla chiesa parrocchiale di East Lavington. Sono visibili tracce di lavori normanni nella struttura della chiesa e si ritiene che ce ne potesse essere stata una ancora più antica sul sito. Attorno al 1322 c'era una cappella nella frazione di Gore, dipendente dalla chiesa parrocchiale. Easterton in seguito divenne una parrocchia ecclesiastica separata con la sua chiesa nel 1874 poi le due parrocchie furono unite nel 1962. Storicamente la vicenda inizia con la divisione del feudo locale tra le famiglie de la Mare e Rochelles, all'inizio del XIII secolo, che portò a dispute sull'avvocatura della canonica. Nel 1220 Peter de la Mare presentò la sua ragione quando scoprì che suo nonno aveva fatto l'ultima presentazione del luogo di culto. Quindi Peter presentò suo fratello ma il vescovo rifiutò di riconoscerlo perché analfabeta. L'anno seguente, quando William Rochelle rivendicò il feudo da Peter de la Mare, rivendicò anche la titolarità della canonica e nell'accordo del 1225 gli fu assegnata. Quando il maniero di Rochelle fu diviso tra le figlie di Emily Longespee intorno al 1276, l'avvocatura fu assegnata alla figlia Emily, moglie di Maurice FitzMaurice. Nel 1315 Emily, che dopo la morte del marito riprese il nome Longespee, lo concesse a Robert di Wanborough in feudo. Nel 1329 Robert fu un benefattore della cappella di Santa Caterina a Wanborough, fondata dalla madre di Emily. Sembra che Robert abbia preso in considerazione l'idea di concedere l'avvocatura ai coristi di Salisbury, ma non lo fece e si presentò alla chiesa come rettore, coi suoi vicari. Nel 1326 Robert, che era arcidiacono di Wells, si dimise temporaneamente dalla canonica e John de Godeley vi si presentò, essendo decano di Wells. Nel 1329 Robert riottenne l'avvocatura e presentò come rettore suo fratello John. L'anno seguente Robert la cedette al fratello Thomas, e Thomas a sua volta la cedette alla canonica. John di Wanborough rinunciò a qualsiasi pretesa di avvocatura nel 1337 e Thomas la cedette a William Montagu, conte di Salisbury. William si presentò alla canonica nel 1342 e la sua vedova Catherine cinque anni dopo. Il loro figlio William, nuovo conte di Salisbury, concesse l'avvocatura nel 1354 a William di Edington, vescovo di Winchester, che quell'anno la trasferì alla cappella che aveva fondato nella chiesa di Edington. La licenza per il direttore e i cappellani di appropriarsi della chiesa di Market Lavington fu concessa nello stesso periodo.
Nel 1343 e nel 1344 Peter de la Mare, signore del feudo in seguito chiamato Lavington Baynton o Dauntsey, diede case, affitto e circa 27 acri di terra per fondare una cappella nella chiesa. Un sacerdote vi avrebbe dovuto celebrare il servizio divino ogni giorno. La cappella era originariamente dedicata a Santa Maria Vergine, ma in seguito si disse che la dedica fosse a Santa Caterina e Santa Margherita. I cappellani, istituiti dal vescovo, furono presentati tra il 1349 e il 1537. Tutte le presentazioni furono fatte dai signori del feudo di Lavington Baynton, o dalle loro vedove, eccetto quella del 1411 che fu fatta dal vescovo per decadenza. La cappella fu sciolta qualche tempo dopo il 1544 e i suoi possedimenti passarono a Isabel, vedova di Sir Edward Baynton, signore dopo il 1541 dei feudi di Lavington Baynton e Lavington Rector. Alcune caratteristiche architettoniche suggeriscono che la cappella potrebbe aver occupato l'estremità orientale della navata nord della chiesa.
William of Edington subentrò alla canonica nel 1354. L'avvocatura del vicariato passò dopo il 1358 ai rettori della casa di Bonhommes a Edington che era succeduta alla cappella locale e rimase ai rettori di Edington fino allo scioglimento. Nel 1546, quasi dieci anni dopo quell'evento, l'avvocatura fu concessa alla cattedrale La cattedrale di Christ Church di Oxford. Il valore delle decime era notevole per i tempi e oltre alle decime minori dell'intera parrocchia, il vicario aveva la decima del fieno dai campi di Richard de Rivers e dai suoi affittuari, e tutte le decime dagli affittuari del rettore, e dalla decima di Gore. Nel 1360 le dotazioni del vicariato furono nuovamente recitate in un accordo stipulato tra il rettore di Edington e il vicario. Oltre alle decime minori come prima, il vicario avrebbe dovuto avere alcune delle grandi decime del feudo del ducato di Lancaster a Easterton, tutte le grandi decime da altre terre a Easterton allora chiamate Croft, Easterton e Westerton, dalla gleba rettoriale, a meno che non fosse occupata dal rettore, e dalla decima di Gore. Nel 1783 le decime vicariali furono composte più o meno nello stesso modo. Oltre alle decime minori, il vicario aveva ancora tutte le grandi decime dalla fattoria di Gore, alcune delle grandi decime dall'ex feudo del ducato a Easterton e da terreni in quella decima allora noti come Twentylands. Nel 1831 il reddito medio annuo netto della canonica era ancora notevole. Nel 1322 furono assegnati al vicario una casa e un po' di terra, tra cui un prato, un terreno arabile e un pascolo per 100 pecore. Verso la fine del XVIII secolo la gleba del vicario comprendeva circa 3 acri di terreno arabile recintato, 25 acri di terreno arabile comune e 6 acri di pascolo nel West Park. Nel 1783 la casa del vicariato fu costruita in mattoni con un tetto di tegole di pietra. Si trovava all'estremità orientale del villaggio. Fu ricostruita nel 1841 e di nuovo nel 1865. Nel 1947 fu venduta e per sostituirla fu acquistata una casa all'estremità occidentale del villaggio, precedentemente appartenuta alla famiglia Ludlow Bruges. Quella casa, una delle più illustri della parrocchia, è in mattoni e risale all'inizio del XVIII secolo.
Probabilmente pochi dei primi rettori risiedevano nella parrocchia. Nel 1676 si diceva che ci fossero 476 fedeli nella parrocchia. Nel 1686 la chiesa era abbastanza frequentata, tranne quando i giorni di festa coincidevano con i giorni di mercato. Nel 1783 c'erano circa 40 fedeli. A quella data, i servizi si tenevano due volte la domenica e la Santa Comunione veniva celebrata nelle quattro grandi feste dell'anno. La domenica del censimento del 1851 una congregazione di 300 persone era presente al servizio mattutino e 250 alla sera. Nel 1868 il vicario aveva bisogno dell'aiuto di un curato poiché i servizi si tenevano nell'edificio scolastico di Easterton e anche nella chiesa parrocchiale. Evidentemente ci fu qualche disaccordo tra il vicario e i parrocchiani nel 1875, poiché la sagrestia approvò una risoluzione che condannava l'uso della cotta e raccomandava la tonaca nera. Nel 1900 ci fu un'ulteriore disputa quando il vicario volle spostare il tavolo delle preghiere nel presbiterio. Nel testamento di Thomas Tanner, provato nel 1735, era previsto un sermone annuale per il giorno di San Paolo, il 25 gennaio.
Il primo restauro importante fu quello del 1864 sotto la direzione di Ewan Christian. Il tetto della navata e parte delle pareti della navata laterale furono ricostruiti. Furono aggiunti contrafforti alla navata laterale sud e quelli del presbiterio furono ricostruiti, così come il traforo delle sue finestre che sembrano essere state modificate. L'arco del presbiterio risale in gran parte alla stessa data, ma potrebbe seguire il modello originale. Nel 1910 la camera dell'organo e la sagrestia del coro furono aggiunte a sud del presbiterio che fu nuovamente restaurato, inclusa la completa ricostruzione del muro est, preservando il traforo del XIX secolo della finestra ma sostituendo i contrafforti diagonali con contrafforti angolari. I registri parrocchiali iniziano nel 1673 e sono completi.

## Descrizione
L'English Heritage ha inserito dal 19 marzo 1962 la chiesa di Santa Maria a Market Lavington tra gli edifici storici come monumento classificato di prima categoria col numero 1035835. La chiesa appartiene alla diocesi di Salisbury.

### Esterni
Il luogo di culto si trova nell'abitato di Market Lavington, villaggio principale della omonima parrocchia civile  nel Sud Ovest, Inghilterra, Regno Unito. La chiesa è costruita con pietre squadrate e pietrisco di sarsen con un presbiterio con sagrestie a nord e a sud e una camera dell'organo a sud, una navata con navate laterali e lucernari con portico a sud e una torre a ovest. Nella muratura medievale delle navate laterali e altre costruite nel portico nel XIX secolo si può avere la prova che si tratta di una chiesa del XII secolo. Le finestre est e ovest sono della fine del XIII secolo, quindi la navata aveva raggiunto la sua lunghezza già in quel tempo, e la sua larghezza probabilmente conserva anche le proporzioni del XIII secolo. Gran parte del resto della navata con il suo portico, il presbiterio e la sagrestia nord sono di varie date del XIV secolo. La torre si trova a occidente e potrebbe essere stata realizzata nello stesso periodo della parziale ricostruzione della navata nord, ma la maggior parte delle sue caratteristiche decorative sono del XV secolo, la più notevole delle quali è la nicchia a pannelli sulla facciata occidentale che comprende sia la porta sia la finestra. C'erano quattro campane e una campana del sanctus nel 1553. Nel 1783 c'erano sei campane, di cui tre fuse da Abraham Rudhall. Tutte e sei le campane furono rifuse nel 1876.

### Interni
La sala è di grabdi dimensioni. Il presbiterio è probabilmente la parte più antica, risalendo circa al 1300. Le arcate delle tre campate sono disuguali. La scala del coro è del XIV secolo e le arcate sembrano essere state realizzate per un soppalco, ma non sopravvivono né la paratia né il soppalco. Probabilmente c'era anche un altare nella sagrestia nord. Vi sono molti monumenti conservati nella sala, in particolare quelli della famiglia Sainsbury. Uno è dedicato a Thomas Sainsbury, sindaco di Londra nel 1786.